# Dominga aneb Nápadníci z Oléronu
Dominga aneb Nápadníci z Oléronu (v německém originále Dominga oder Die Freier von Oléron; též uváděno jako Dominga aneb Pyrenejští pašeráci / Dominga oder Die Schmuggler in den Pyrenäen) je komická opera o dvou dějstvích pražského německého skladatele Josefa Dessauera na libreto Alexandra Baumanna. Premiéru měla 5. května 1860 v císařsko-královské Dvorní opeře ve Vídni.
Dominga má španělský námět stejně jako předchozí Pasquitta (premiéra ve Vídni 1851), ale stejně jako ona nenavázala na ohlas Dessauerovy první komické opery Návštěva v Saint-Cyru a nebyla uvedena ani ve skladatelově rodné Praze. Původní verze měla tři jednání, avšak na jevišti byla uvedena ve dvou jednáních, přičemž původní první dvě jednání byla sloučena v jedno s proměnou.

## Osoby a první obsazení
| osoba                                                              | obsazení premiéry (5. 5. 1860) |
| ------------------------------------------------------------------ | ------------------------------ |
| Starosta Oléronu                                                   | Koch                           |
| Estella, jeho dcera                                                | Liebhartová                    |
| Pierre, jeho sluha                                                 | Lay                            |
| Gaston, baskický šlechtic                                          | Walter                         |
| Fernand, baskický šlechtic                                         | Mayerhofer                     |
| Lorenzo, kramář v pyrenejské vsi                                   | Hölzl                          |
| Dominga, jeho schovanka                                            | Wildauerová                    |
| První pašerák                                                      | Campe                          |
| Druhý pašerák                                                      | Liebisch                       |
| Mladá selka                                                        | Koudelková                     |
| Baskičtí a španělští venkované obojího pohlaví, španělští pašeráci |                                |

## Děj opery

### 1. dějství
(Zahrada před domem starosty) Vesničané zdobí prostranství květinami na počest narozenin Estelly, dcery oléronského starosty (sbor Schmücket mit Blumen). U dveří starostova domu se setkávají dva přátelé a současně sokové v lásce: veselý Gaston a ostýchavý Fernand. Debatují o tom, komu dá Estella přednost: každý z nich povzbuzuje toho druhého a pochybuje o vlastních šancích (duet Was wäre das? Ein junger Mann) Estella vychází před dům a přijímá přání. Gaston se neúspěšně pokouší o milostnou píseň s doprovodem kytary, Fernand jí daruje prostou růži. Kráska přijímá Fernandovo blahopřání o poznání vřeleji, přesto se však vyhýbá odpovědi, když na ni oba nápadníci naléhají, aby si z nich zvolila jednoho za muže (tercet Doch, mein Fräulein, nun im Ernste).
Přibíhá udýchaný starostův sluha Pierre. Vypráví všem, že jeho pána v lese na lovu unesli pašeráci z pomsty za to, že nechal uvěznit dva jejich druhy (píseň Wir auf der Jagd). Estella má o otce strach a vysílá Gastona a Fernanda, aby jej osvobodili. Tomu z nich, který jí otce přivede zpět, pak slibuje svou ruku (finále O Himmel! Welch ein Mißgeschick!... Schnell, nur schnell).
(Proměna – Skalnatá krajina v horách) V polorozpadlém domě žije kramář Lorenzo a jeho schovanka a spolupracovnice Dominga. Lorenzo udržuje styky s bandou pašeráků přivážejících francouzské zboží přes Pyreneje, které pak kramář prodává. Dominga se právě vrací z údolí, kde šla poslední várka pašovaného zboží dobře na odbyt, a zpívá si o své chytrosti a odvaze, ale i o to, že jí chybí láska (kuplety Fröhlich in Bergen, fröhlich im Thal). Lorenzo vychází z chalupy, vyptává se jí na obchodní úspěch a k Dominžině malé radosti ji ujišťuje o tom, že se brzy stane jeho ženou (duet Sammle ja für dich nur Schätze). Dovnitř však Dominga momentálně nesmí, probíhá tam důležité obchodní jednání.
Fernand přivádí Gastona. V lese je přepadli lupiči a Gaston je raněn. Dominga má nejprve strach, ale pak se trpícího mladíka ujímá. Tomu se péče čiperné dívčiny zamlouvá a rád posílá Fernanda pryč pro vzdáleného doktora (tercet Gebt nur den Arm, laßt Euch verbinden… O wie hübsch, jung und frisch). Fernand odchází a Dominga Gastona rychle ukryje, protože z Lorenzova stavení právě vycházejí pašeráci (sbor Wir tragen, dem schmucken Maulthier gleich). Z jejich hovoru vyplývá, že to oni mají starostu v moci a hodlají ho přivést k Lorenzovi.

### 2. dějství
(Zanedbaný dvůr Lorenzova stavení) Gaston se rychle uzdravuje a již se do Domingy zcela zamiloval (árie Ein vergnügtes Abenteuer… Liebliche Kleine, Listige, Feine). Ta mu přináší jídlo a pití a je zřejmé, že i ona se v něm zhlédla (duet Sch, wohl bin ich zu beklagen… Bannend die Qual). Gaston jí svěřuje cíl své a Fernandovy výpravy a Dominga je ihned ochotna při osvobozování starosty pomoci, nejprve tím, že vynese dopis pro Estellu.
Pašeráci a Lorenzo přivádějí zajatého starostu (ansámbl Lorenza, starosty a sboru Wird's, Herr Maire, noch lange dauern?). Chtějí ho zavřít do jediné vhodné místnosti v domě, Dominžiny komůrky, netušíce, že se tam již skrývá Gaston. Lorenzo si navíc tuto příležitost vyhlédl k tomu, aby Domingu formálně požádal o ruku, a domýšlivě chválí před pašeráky dívčinu poslušnost a poddajnost (tercet se sborem Mein Domingchen ist ein Kind). Dominga sama uvádí starostu ke Gastonovi. V tuto nevhodnou chvíli se vrací nic netušící Fernand. Dominga zabrání nejhoršímu tím, že Fernanda vydává za svého neodbytného ctitele (ansámbl Wißt, es liebet dieser Arme… Sein Domingchen… Ob ich schmählich hintergangen). Pašeráci se vysmívají Lorenzovi, že má o srdečních záležitostech své nastávající tak malý přehled, a Fernand skončí zavřený vedle starosty s Gastonem.
Byť se to Lorenzovi právě nehodí, musí pozvat k tanci všechny vesničany, které si přivedl k chystaným zásnubám. Když je veselice v nejlepším, ozve se zvuk velkého bubnu a vojenských rozkazů. Mladý oficír s bubeníkem přicházejí oznámit, že Lorenzův statek je obklíčen vojskem. Důstojník ihned zpívá píseň o vojenském životě (Der Krieger übt ein streng' Gericht – na slova básně Fedora Löwa). Dominga účinně pomáhá šířit mezi pašeráky paniku, protože v důstojníkovi vytušila Estellu (a bubeníka dělá Pierre).
Estella po straně vypráví Dominze o své svatební přísaze. Když pak pašeráci musí nečinně přihlížet, jak „vojsko“ osvobozuje zajatce, vstupuje Dominga do svého pokoje první a zařídí, aby starostu vyvedl ze dveří Fernand: tím si zasloužil Estellinu roku. Dominga sama pak provází Gastona. Starosta by chtěl všechny pašeráky nechat zatknout, je mu proto třeba stranou vysvětlit, že žádné vojsko venku nečeká a že nejlepší pro něj bude co nejrychleji zmizet – jen co podepíše rozkaz k propuštění obou vězněných pašeráků. Nakonec jsou tedy všichni (až na Lorenza) s výsledkem dobrodružství spokojeni (finále: duet Domingy a Estelly O Lust ohne Gleichen, ansámbl Es bringet Euch, Herr Offizier, duet Gastona a Domingy Dich nur, mein Liebchen a závěrečný sbor pašeráků Seht mit den Schmugglern).